# Агаркова, Акулина Михайловна
Акулина Михайловна Агаркова (1907—1985) — бригадир маляров строительно-монтажного управления № 2 строительного треста № 42 Челябинского управления строительства, Герой Социалистического Труда (09.08.1958).

## Биография
Родилась 29 мая 1907 года на территории нынешней Челябинской области.
Работала в различных строительных организациях Челябинска, с октября 1939 г. — в Строительном тресте № 42 (сначала — трест «Челябпромстрой», затем до 1945 г. назывался трестом № 8, ОСМЧ-8).
Бригадир маляров СМУ № 2. Принимала участие в строительстве многих крупных объектов, в том числе Еманжелинского цементного завода.
Новатор, автор многих рацпредложений, внедрённых в производство.
Герой Социалистического Труда (09.08.1958).
Работала в СМУ № 2 до выхода на пенсию. Жила в Челябинске.
Скончалась 14 марта 1985 года. Похоронена на Успенском кладбище Челябинска.